# Filatures Cohin et Cie
Les Filatures Cohin et Cie était un groupe textile de la Sarthe qui a bénéficié d'une forte croissance au moment des guerres napoléoniennes puis du XIXe siècle, et a créé un « comptoir de l'industrie linière. »

## Histoire
Vers 1750, René Cohin est marchand de toiles à Thorigné, dans la Sarthe, à l'est du Mans, et possède un magasin et une blanchisserie à La Ferté-Bernard. L'entreprise est fondée en 1816, sous la raison sociale Cohin et Cie.
En 1838, deux de ses descendants créent à Paris leur maison de commerce. Puis une société en commandite par actions est fondée sous même la raison sociale de Cohin et Cie, en 1846, avec un capital de 20 millions de francs dont seule une partie est cependant libérée. Elle est appelée « comptoir de l'industrie linière » car elle a des bureaux et entrepôts à Paris, rue des Bourdonnais.
L'ascension de la famille Cohin lui permet de faire travailler 1 460 tisserands et 3 850 fileuses en 1848, selon l'historien François Dornic, et de répondre à de très grosses commandes de l'armée. Son activité était particulièrement importante dans le Nord et le Nord-Est de la Sarthe, dans de petites villes comme La Ferté-Bernard, Mamers et Fresnay.  En 1854, la société avait 12 700 broches, occupant notamment 5 500 ouvriers, à la filature du Breil.
Les Filatures Cohin et Cie étaient la plus grande entreprise textile cotée de France par la valeur en 1857, avec un total de 12 millions de francs répartis en 20 000 actions.
Lors de l'Exposition universelle de 1867, à Paris, la société est devenue Magnier, Pouilly et Brunet, avec toujours pour objet social l'exploitation de la filature de lin et de chanvre de Frévent, dans le Pas-de-Calais, mais aussi la vente de marchandises consignées par des tiers, ainsi que l'achat et vente à forfait et toutes opérations. Le groupe est alors implanté aussi à Abbeville, Cambrai ou Lille. Elle a alors absorbé une autre entreprise textile cotée, la Société anonyme de lin Maberly, d'Amiens, qui avait en 1840 une valeur plus élevée. La filature rouennaise « La Foudre », qui était la mieux capitalisée en 1840, avec près de 11 millions de francs, est reléguée en 1857 avec environ quatre fois moins.